# Live USB

Live USB, ubuntu

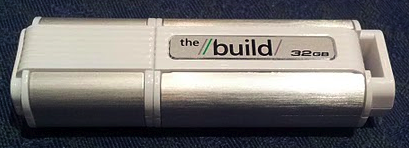
Chiave USB Windows To Go

In informatica un Live USB è una chiave USB contenente un sistema operativo che può essere avviato in fase di boot del computer, risultando del tutto simili, a parte il tipo di dispositivo utilizzato, ad un Live CD. Come quest'ultimo, un Live USB può essere utilizzato in amministrazione di sistema, recupero dei dati, riparazione di aree danneggiate, risoluzione di problemi o verifica delle distribuzioni del sistema operativo senza impegni per un'installazione permanente sull'unita locale.

## Descrizione
Come i live CD, i live USB possono contenere, oltre a sistemi operativi, anche strumenti avviabili relativi a: backup/ripristino, antivirus, riparazione errori unità di archiviazione, manipolazione file e partizioni, ecc.

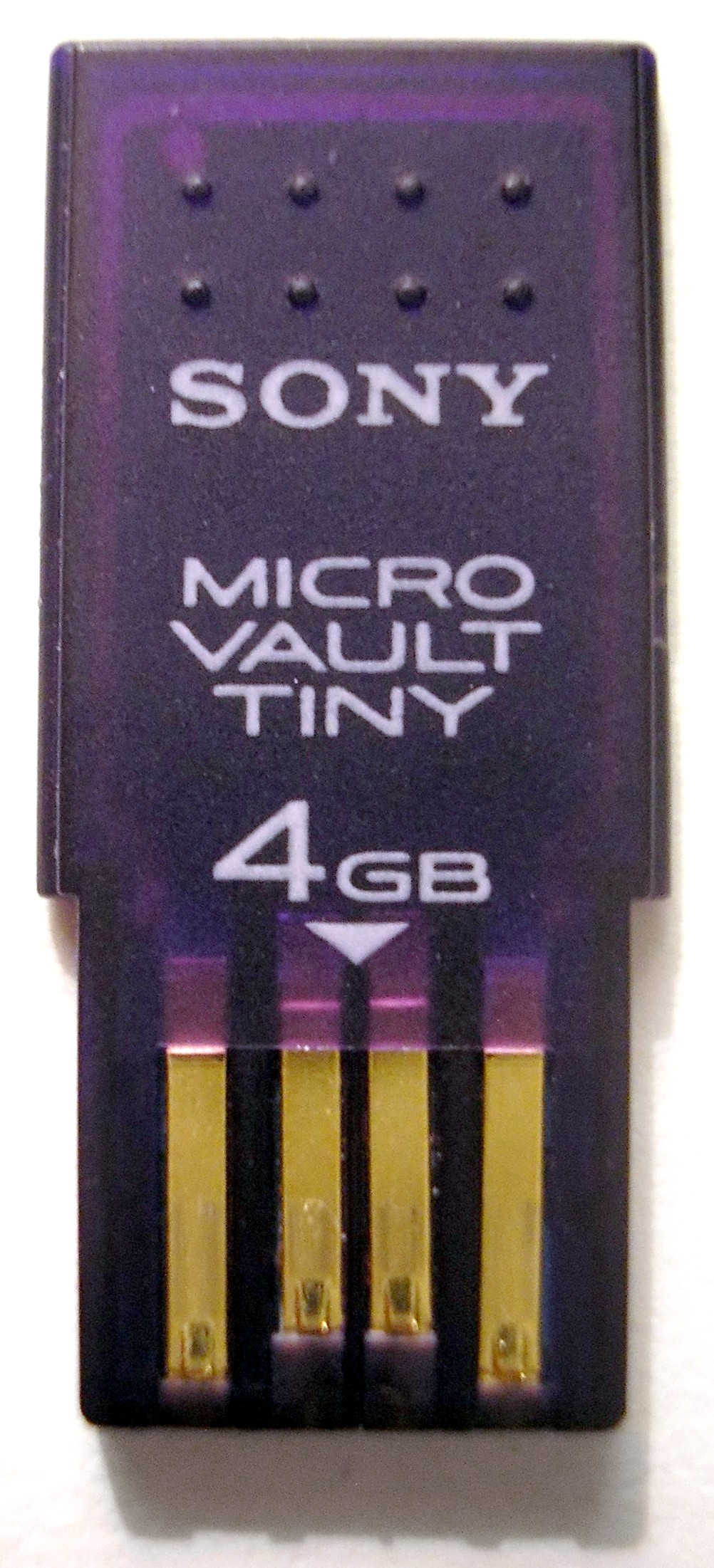
Una Chiave USB

In alcuni casi l'istanza non è un sistema operativo (in senso stretto) ma è basata su un ambiente di ripristino (che è un sistema operativo minimale destinato a scopi di emergenza).

## Elenco di strumenti per creare sistemi Live USB
- UNetbootin (Ubuntu, Fedora, ...)
- Ubuntu Live USB creator (Ubuntu)
- Live USB system creator (Ubuntu)
- cd2usb[1] (Ubuntu)
- Fedora Live USB creator (Fedora)
- Windows To Go (Windows 8)
- SARDU[2] (oltre 200 live con un menu multiboot)
- YUMI
- Rufus
- Etcher